# Villa Hennebique

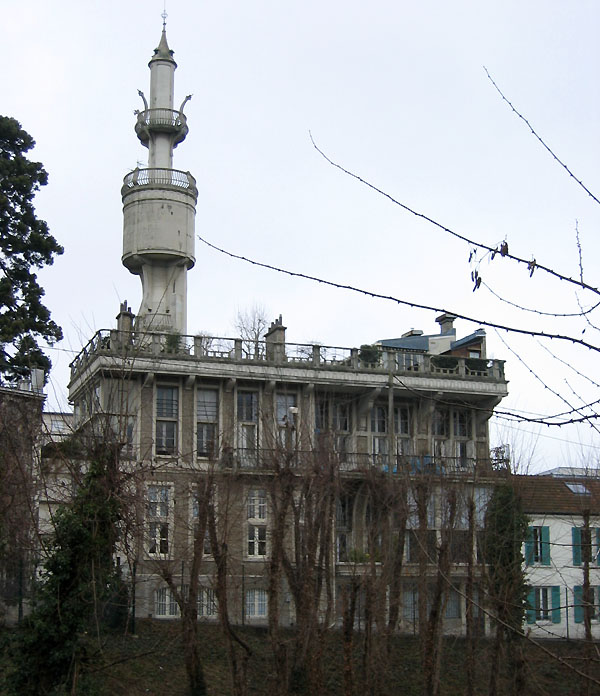
Fassade zur Avenue Lycée-Lakanal

Die Villa Hennebique errichtete der Bauunternehmer François Hennebique als Villa für sich und seine Großfamilie.

## Geografische Lage
Die Villa liegt in dem Pariser Vorort Bourg-la-Reine an der Ecke der Straßen Avenue Lycée-Lakanal und Avenue Victor-Hugo zwischen den Bahnstrecken der S-Bahn-Linie RER B nach Saint-Rémy-lès-Chevreuse und dem Abzweig zum Bahnhof Robinson. Die Postanschrift ist 22, Avenue Victor-Hugo. Das Bauwerk steht am Südostrand des Grundstückes, auf dem sich zur Erbauungszeit eine große Parkanlage befand.

## Geschichte
Die Villa hat Hennebique selbst entworfen und 1903 mit seinem Bauunternehmen errichtet. Das Gebäude hatte eine Schaufenster-Funktion: Es sollte die damals innovativen Möglichkeiten des Eisenbetons im Wohnungsbau, sowohl technisch als auch ästhetisch zeigen und bewerben. Hennebique stellte sein Privathaus ausführlich in seiner Firmenzeitschrift vor und ließ Besucher nach Voranmeldung durch das Gebäude führen. Die geschäftliche Resonanz auf das Experiment war allerdings gering.
In den folgenden Jahrzehnten gab es eine Reihe von Veränderungen, die das Aussehen des Gebäudes beeinflussten. Der Park wurde zum Teil Parkplätzen geopfert, rückwärtig bebaut und im vorderen Bereich ein zweigeschossiger Anbau angefügt. Der Dachgarten wurde aufgegeben und mit weiteren Räumen bebaut. Im Inneren wurde die Raumaufteilung erheblich verändert. Das Haus ist heute in einzelne Eigentumswohnungen aufgeteilt.

## Bauwerk

### Gebäude
Diese Familienvilla zeigte aufgrund ihrer Werbefunktion offen Kragarme, große Spannweiten ohne Stützen, angesetzte Erker und große Fensterflächen in den Außenwänden. Die statisch tragenden Teile wurden ursprünglich betonsichtig gezeigt, heute sind sie gestrichen. Die Gartenseite mit ihren Terrassen und Türmchen ist vielfach gegliedert. Das Bauwerk wird von einem 40 Meter hohen Turm überragt, ursprünglich ein Wasserturm, um die eingebauten Wintergärten und Gewächshäuser zu bewässern.
Hennebique setzte in dem Haus ein Wohnkonzept für sich und die Familien seiner erwachsenen Kinder um. Drei oder vier Familien konnten hier in großbürgerlichem Stil wohnen. Im Erdgeschoss gab es gemeinsame Aufenthaltsbereiche, Gesellschaftsräume und Räume für die Kinderbetreuung der Großfamilie, in den Obergeschossen Apartments mit eigenen Terrassengärten, in die sich die einzelnen Familien zurückziehen konnten. Technisch war alles darauf angelegt, Pflanzen, insbesondere Blumen und Licht in die Wohnbereiche zu integrieren und eine gute Belüftung sicherzustellen. Hennebique legte großen Wert auf gleichmäßige Temperierung und Wärmedämmung. Dazu diente auch der Dachgarten, dessen etwa einen Meter dicke Humusschicht die Decke über dem obersten Stockwerk dämmte. Vor den Haupträumen lag oft ein weitgehend aus Glaswänden gebildeter Vorraum, der Platz für Pflanzen bot, aber auch wieder der Wärmedämmung diente. Auf dem Dach gab es ein Gewächshaus und einen Gemüsegarten für die Küche. Eine Garage öffnete sich zur Avenue Lycée-Lakanal.
Im Kontrast zu dem modernen Material und der modernen Konstruktionsweise steht die in manchem an Historismus orientierte Formensprache des Gebäudes und dessen ursprünglich sehr historistische Ausstattung.

### Bedeutung
Die Villa Hennebique ist eines der frühesten Wohngebäude, die in Stahlbeton errichtet wurden. Sie ist seit dem 20. März 1972 im Inventar der historischen Denkmäler eingetragen und wurde am 27. Januar 2012 als Monument historique klassifiziert.